# Fire Deuce
Fire Deuce è un gruppo creato come progetto parallelo dal chitarrista dei Coheed and Cambria, Travis Stever. Alla realizzazione delle canzoni di questo gruppo hanno anche contribuito Joey Eppard, Billy Riker, Chris Gartmann e Joe Stote dei 3, Claudio Sanchez e Josh Eppard dei Coheed and Cambria.
L'EP di debutto, Children of the Deuce, in stile rock anni ottanta, è stato pubblicato il 10 maggio 2005 per la CI Records e contiene quattro canzoni. 
Nel sito ufficiale della band lo stile è descritto come una combinazione dello stile tipico dei Coheed and Cambria con influenze hard-rock di gruppi come AC/DC e Guns N' Roses, l'energia dei The Stooges ed il punk rock dei Turbonegro.
Durante il Warped Tour 2007, è stato reso disponibile, in edizione limitata a 1000 copie, il secondo album della band chiamato Deep Down & Dirty EP e pubblicato il 29 maggio 2007.

## Componenti del gruppo
- Cleveland Stever (alias Travis Stever): voce principale, chitarra e basso
- JE Deuce (alias Joey Eppard): seconda voce, chitarra e basso
- Deuce Freely (alias Billy Riker): chitarra, basso
- Gart Deuce (alias Chris Gartmann): batteria
- Clyde Dirty Deuce (alias Claudio Sanchez): voce, armonica a bocca
- Deuce Newton (alias Josh Eppard): batteria
- Deuce Shiskabob (alias Mark Shiskie): tromba
- Dom Della Deuce (alias Joe Stote): tastiere

## Discografia
- 2005 - Children of the Deuce
- 2007 - Deep Down & Dirty EP